# Zafra-vár
A Zafra-vár (spanyol nyelven: Castillo de Zafra) egy 12. századi erődítmény, amely Campillo de Dueñas község területén található, Guadalajara tartományban, Spanyolországban. A vár építése a 12. század végén, vagy a 13. század elején történt a Sierra de Caldereros hegység egyik homokkő kiszögellésén, melyet korábban már a vizigótok és a mórok is erődítménynek használtak, majd ezen romok kerültek keresztény kezekbe 1129-ben. Annak idején stratégiai jelentősége kiemelkedő volt, mivel a meredek hegytető gyakorlatilag bevehetetlen volt és ezért a keresztények és a muszlimok által birtokolt területek között jelentős védelmi szerepet töltött be. A várat végül soha nem sikerült az ellenségnek elfoglalnia és sikeresen nyújtott védelmet Kasztília uralkodóinak támadásai ellen a 13. század során.

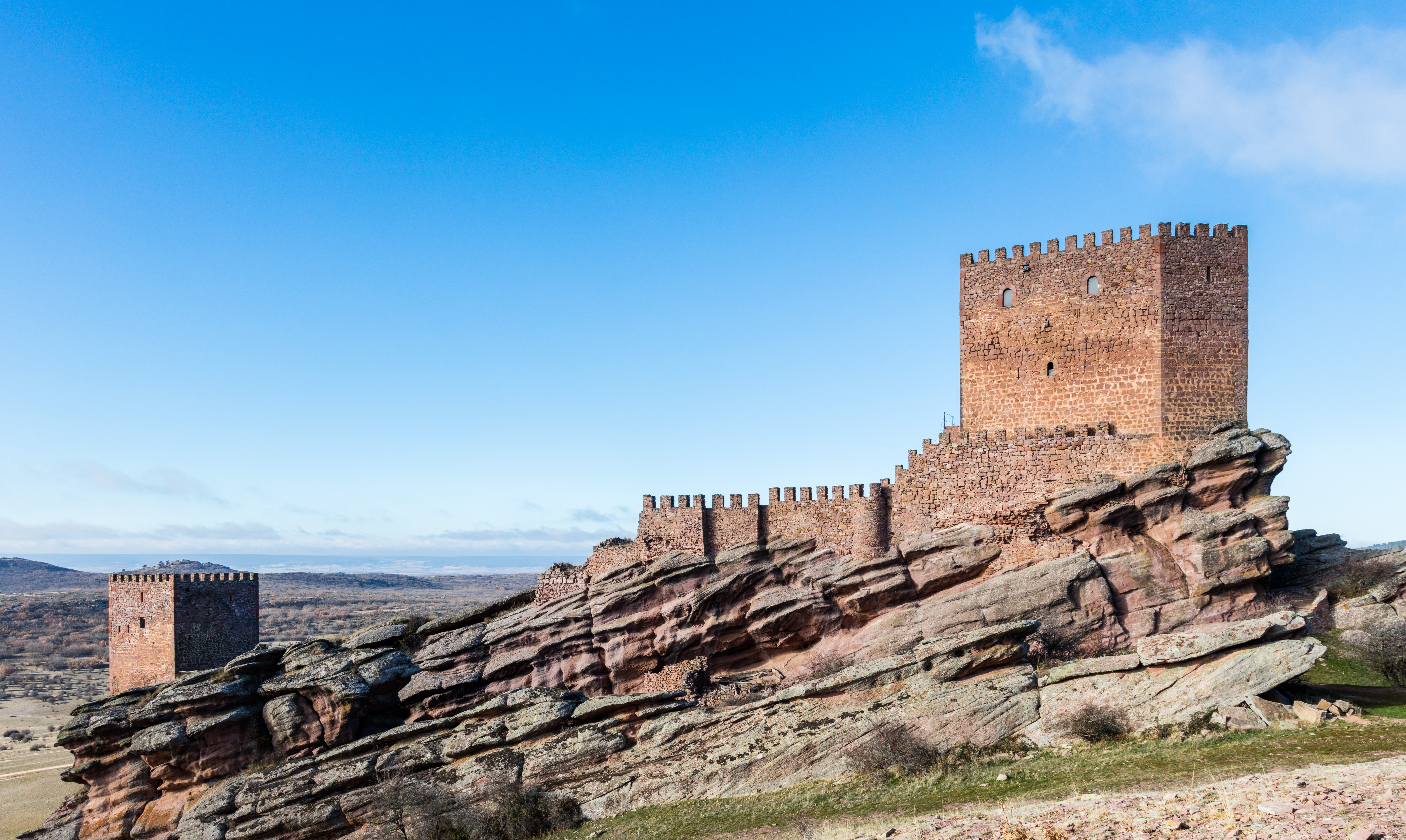
A vár látképe dél felől. A bejárat és a hozzá tartozó torony baloldalt látható.

A Reconquista kiteljesedése a 15. század végén fokozatosan háttérbe szorította az erőd katonai jelentőségét. Annak ellenére, hogy a vár állapota jelentősen leromlott az elkövetkező évszázadok során, az 1971-ben indult kiterjedt felújítási munkáknak köszönhetően ma ismét látogathatóvá vált e magántulajdonban lévő középkori műemlék, mely kizárólag a tulajdonosok beleegyezésével látogatható. 

## Nevének eredete
A vár nevének előtagja, a zafra még a nyelvészek szerint is vitatott eredetű szó. Egyes feltételezések szerint az arab nyelvből került át a spanyol nyelvbe, de némiképp bizonytalan a pontos eredet meghatározása és a szónak magának a spanyol nyelven belül betöltött szerepe. A spanyol-ajkú országokban a zafra a késő nyáron, vagy kora ősszel beérő termények összefoglaló gyűjtőneve, mint, amilyen például a cukornád, amely az arab vidékekről került az országba. Néhányan úgy gondolják, hogy az arab zāfar, vagy zafariya szóból ered, melynek jelentése: az aratás ideje. Mások szerint azonban a saʼifah szóból eredeztethető, melynek jelentése gyülekezési idő.

## Filmkészítési helyszín
A vár adott otthont a Trónok harcának hatodik évadában a Ned Stark múltjában felbukkanó helyszínként, az Esküszegő (6. évad, 3. rész), a Vér a véremből (6. évad, 6. rész), illetve az Északi szelek (6. évad, 10. rész) című epizódokban.

## Fordítás
Ez a szócikk részben vagy egészben  a   Castle of Zafra (Guadalajara) című angol Wikipédia-szócikk ezen változatának fordításán alapul.  Az eredeti cikk szerkesztőit annak laptörténete sorolja fel. Ez a jelzés csupán a megfogalmazás eredetét és a szerzői jogokat jelzi, nem szolgál a cikkben szereplő információk forrásmegjelöléseként.